# Liste der Wappen in Bamberg
Die Liste der Wappen in Bamberg zeigt die Wappen in der bayerischen Stadt Bamberg.

## Bamberg

Stadt Bamberg In Rot ein stehender Ritter in silberner Rüstung mit einem roten Kreuz auf der Brust und einem silbernen Langschwert am Gurt; in der Rechten eine Lanze mit silbernem Fähnlein, darauf ein rotes Kreuz, die Linke gestützt auf einen blauen Schild mit silbernem Adler.

- Stadt
Bamberg
In Rot ein stehender Ritter in silberner Rüstung mit einem roten Kreuz auf der Brust und einem silbernen Langschwert am Gurt; in der Rechten eine Lanze mit silbernem Fähnlein, darauf ein rotes Kreuz, die Linke gestützt auf einen blauen Schild mit silbernem Adler.[1]

## Ehemalige Gemeinden mit eigenem Wappen

Gemeinde Gaustadt Geteilt von Schwarz und Gold; oben drei aus einem Halm fächerförmig wachsende goldene Ähren, unten eine waagrechte schwarz bewickelte Spindel über gewelltem blauem Schildfuß.

- Gemeinde
Gaustadt
Geteilt von Schwarz und Gold; oben drei aus einem Halm fächerförmig wachsende goldene Ähren, unten eine waagrechte schwarz bewickelte Spindel über gewelltem blauem Schildfuß.[2]